# Challenger Salinas 2014
Il Challenger Salinas 2014, noto anche come Challenger ATP de Salinas Diario Expreso, è stato un torneo di tennis facente parte della categoria ATP Challenger Tour nell'ambito dell'ATP Challenger Tour 2014. È stata la 19ª edizione del torneo che si è giocato a Salinas in Ecuador dal 24 febbraio al 2 marzo 2014 su campi in terra rossa e aveva un montepremi di $40,000+H.

## Partecipanti singolare

### Teste di serie
| Nazionalità     | Giocatore              | Ranking* | Testa di serie |
| --------------- | ---------------------- | -------- | -------------- |
| Rep. Dominicana | Víctor Estrella Burgos | 133      | 1              |
| Slovacchia      | Andrej Martin          | 139      | 2              |
| Argentina       | Martín Alund           | 154      | 3              |
| Argentina       | Renzo Olivo            | 189      | 4              |
| Austria         | Gerald Melzer          | 195      | 5              |
| Venezuela       | David Souto            | 225      | 6              |
| Argentina       | Andrea Collarini       | 243      | 7              |
| Colombia        | Carlos Salamanca       | 245      | 8              |

- Ranking al 17 febbraio 2014.

### Altri partecipanti
Giocatori che hanno ricevuto una wild card:
- Julio César Campozano
- Joseph Correa
- Giovanni Lapentti
- Jesse Witten

Giocatori che sono passati dalle qualificazioni:
- Bastian Malla
- Cristian Garín
- Guillermo Durán
- Eduardo Struvay

Giocatori che hanno ricevuto un entry come alternate:
- Maximiliano Estévez

## Vincitori

### Singolare
Víctor Estrella Burgos ha battuto in finale  Andrea Collarini con il punteggio di 6–3, 6–4

### Doppio
Roberto Maytín /  Fernando Romboli hanno battuto in finale  Hugo Dellien /  Eduardo Schwank con il punteggio di 6–3, 6–4